# Francis Baring, III barone Ashburton
Francis Baring, III barone Ashburton (Filadelfia, 20 maggio 1800 – 6 settembre 1868) è stato un banchiere e politico inglese.

## Biografia
Era il figlio di Alexander Baring, I barone Ashburton, e di sua moglie, Ann Louisa Bingham, figlia del senatore americano William Bingham. Francis fu educato privatamente e a Ginevra.

## Carriera
Nel 1817 si unì alla Baring Brothers, la banca di famiglia. Dopo aver viaggiato con successo per affari nel Nord America e nelle Indie occidentali, nel 1823 divenne un socio azionario di un quarto della banca.
Dopo sfortunate speculazioni finanziarie in terra messicana e nel mercato dello zucchero francese, è stato retrocesso a direttore non esecutivo nel 1828.
Fu eletto alle elezioni generali del 1830 per il distretto di Thetford. Fu rieletto nel 1832, mantenendo il seggio fino alle elezioni generali del 1841.
Fu di nuovo rieletto per Thetford nel 1848, carica che mantenne fino alle sue dimissioni attraverso la sua nomina a Steward of the Chiltern Hundreds il 30 novembre 1857. 
Baring successe alla baronia nel 1864 alla morte di suo fratello.

## Matrimonio
Nel dicembre 1832, Claire Hortense Maret (1812-15 dicembre 1882), figlia di Hugues-Bernard Maret, duca di Bassano. Ebbero tre figli:
- Marie Anne Louise Baring (1833-8 aprile 1928), sposò William FitzRoy, VI duca di Grafton, non ebbero figli;
- Alexander Baring, IV barone Ashburton (4 maggio 1835-18 luglio 1889);
- Denzil Hugh Baring (1837-26 maggio 1886).

La città di Ashburton, in Nuova Zelanda, prende il nome da Francis Baring, membro della Canterbury Association.